# Cuauhtémoc
Cuauhtemoc (nahuatl. Cuauhtemotzin, "orao koji pada"; španj. Cuauhtémoc) (?, o. 1495. - ?, 26. veljače 1522.), jedanaesti i posljednji neovisni astečki car, tlatoani Tenochtitlana (1520. – 1521.).
Izabran je za novoga vladara nakon smrti Cuitlahuaca 1520. godine. Pružao je žestok otpor Španjolcima, no ubrzo je bio stjeran unutar zidina Tenochtitlana, odakle je branio grad pod opsadom puna četiri mjeseca. Naposljetku su konkvistadori na čelu s Hernanom Cortesom ipak uspjeli prodrijeti u razrušeni grad i uhvatiti posljednjeg cara, kojeg su zarobili i mučili te na kraju pogubili.

## Vanjske poveznice
- Cuauhtemoc - Britannica Online (engl.)
- Činjenice o Cuauhtemocu - thoughtco.com (engl.)
- Cuauhtemoc - encyclopedia.com (engl.)
- Cuauhtémoc - biography.com  Arhivirana inačica izvorne stranice od 23. ožujka 2018. (Wayback Machine) (engl.)
- Cuauhtémoc - newworldencyclopedia.org (engl.)
- Cuauhtemoc - tenochtitlanfacts.com  Arhivirana inačica izvorne stranice od 1. rujna 2017. (Wayback Machine) (engl.)

| prethodnik Cuitlahuac | Astečki car (tlatoani Tenochtitlana) 1520. - 1521. | nasljednik Juan Velázquez Tlacotzin španjolski eksponent |